# Tứ Di

Bản đồ thời nhà Chu gồm Hoa Hạ bao quanh là Tứ Di: Đông Di, Bắc Địch, Tây Nhung và Nam Man

Tứ di (四夷) là thuật ngữ miệt thị trong lịch sử Trung Quốc hình thành từ thời nhà Chu để chỉ các bộ lạc dân tộc ngoài Trung Nguyên cổ đại bao quanh Trung Quốc, tên gọi "Trung Quốc" cũng xuất hiện ở vào thời điểm này.
Thời Chu, lý thuyết Địa lý Trung Quốc coi "Trung Quốc" là "nước ở trung tâm" và người ở tại đó được coi là người đã giáo hóa văn minh, còn xung quanh bốn phương là Tứ di: man di mọi rợ. Vùng đất khởi phát của người Trung Quốc là vùng Hoa Hạ (華夏) được cai trị bởi một nhà nước quân chủ được cho là có được "Thiên mệnh". Từ thời kỳ Hán Vũ Đế của nhà Hán, Nho giáo được công nhận là hệ tư tưởng quốc gia, điều này đã bổ sung lý thuyết và thúc đẩy cho thuật ngữ miệt thị này, và là nguồn của các thuật ngữ Trung Hoa, người Hoa. Người ở phương đông gọi là Đông Di (東夷), phương tây gọi là Tây Nhung (西戎), phương Nam gọi là Nam Man (南蠻), và phương Bắc gọi là Bắc Địch (北狄), trong đó các chữ tượng hình chỉ các nhóm này đều có phần biểu thị "sâu bọ thú vật", ví dụ họ khuyển (chó) 犭 . Ngày nay chữ Hán đã lược bỏ phần biểu tượng này đi, nên trong các chữ Hán dẫn ra ở trên chỉ còn có ở chữ Địch (狄).
Quá trình bành trướng đồng hóa các vùng lãnh thổ được mở rộng, dẫn đến biên giới với tứ di xê dịch.

## Thuật ngữ
Vũ trụ quan Trung Hoa có từ thời nhà Chu (khoảng 1046–256 TCN) đưa ra khái niệm "trời tròn đất vuông", coi "thiên hạ" (天下) là bao trùm gồm Hoa Hạ (華夏) ở tâm, và bao quanh là các dân tộc Tứ di (man di mọi rợ) không phải người Trung Quốc.
Cấu trúc Tứ di hoặc tương tự, là một điều cần thiết hợp lý cho hệ thống "thiên hạ" cổ đại. Liu Junping và Huang Deyuan (2006:532) mô tả quốc vương phổ quát với các cơ quan chính trị, tôn giáo và văn hóa kết hợp: "Theo người Trung Quốc thời xưa, trời và đất là kết hợp với âm dương, với thiên đàng (dương) ở trên và trái đất (âm) kém hơn, và người Trung Quốc với tư cách là một thực thể phù hợp với các nhóm dân tộc thấp kém bao quanh nó theo bốn hướng để các vị vua có thể được coi trọng và những kẻ man rợ có thể bị coi thường." Liu và Huang (2006:535) đề xuất rằng các ý tưởng của Trung Quốc về "quốc gia" và "nhà nước" của Trung Quốc đã phát triển từ "việc sử dụng thông thường các khái niệm như "thiên hạ", "hải nội" (?, bốn góc trên biển) và "bốn nhóm man rợ" (tứ di, 四夷) ở bốn hướng.